# Москаленко, Валентин Иванович
Валентин Иванович Москаленко (24 апреля 1908, Смела — апрель 1984, Москва) — сотрудник советских спецслужб, министр внутренних дел Эстонской ССР (1953), министр государственной безопасности Эстонской ССР (1950—1953).

## Биография
С августа 1925 по август 1928 был курсантом военной школу в Харькове, с августа 1928 по август 1930 г. он работал в окружном отделении ГПУ в Белой Церкви, с августа 1930 по май 1933 года был представителем районного отделения ГПУ в Киевской области, а с мая по ноябрь 1933 уполномоченным Киевского областного отдела ГПУ. С ноября 1933 по февраль 1935 года он был заместителем главы МТС в Донецкой области, с февраля по октябрь 1935 — начальник районного отделения НКВД в Троицке, а с октября 1935 по октябрь 1936 — начальник районного отделения НКВД в Донецкой области, 22 марта 1936 г. он получил звание младшего лейтенанта государственной безопасности.
С октября 1936 по август 1938 года он был начальником горотдела НКВД в Мариуполе, с августа 1938 по июль 1939 г. — начальник горотдела НКВД в Макеевке, с 22 июня 1939 г. — в звании лейтенанта госбезопасности, с июля до сентября 1939 года 2-го УГБ по Донецкой области. Затем был заместителем начальника оперативной группы НКВД Украинской ССР, с апреля 1940 по март 1941 года он был начальником экотдела Управления НКВД по Волынской области, а с апреля до июля 1941 года — заместителем начальника Управления НКГБ Ровенской области, 28 апреля 1941 года был повышен до старшего лейтенанта государственной безопасности.
С июля по октябрь 1941 года он был начальником войск НКВД 12-й армии Юго-Западного фронта, затем заместителем начальника спецотдела НКВД 6-й армии Воронежского фронта, а с сентября 1942 по ноябрь 1943 года — начальником отдела НКВД/отдела II Управления контрразведки Народного Комиссариата Обороны Воронежского/1-го Украинского фронта, 16 октября 1942 года был назначен капитаном госбезопасности, а 11 февраля 1943 года - подполковником.
С ноября 1943 по март 1945 года был начальником отдела контрразведки Народного Комиссариата Обороны, 38-й армии, с 21 февраля 1944 года — в звании полковника, с марта до сентября 1945 года он руководил отделом контрразведки 49-й армии, с сентября 1945 по октябрь 1946 года он был начальником отдела управления контрразведки Народного Комиссариата Обороны/МГБ Киевского военного округа.
С 21 октября 1946 по 28 января 1950 года был начальником Управления МГБ Читинской области, с 20 февраля 1950 по 27 апреля 1950 года — министр госбезопасности Эстонской ССР, одновременно с 1 июля 1950 по 20 августа 1953 года — член Бюро ЦК Коммунистической Партии (большевиков) Эстонии/компартии Эстонии, а с 27 апреля по 29 мая 1953 года — министр внутренних дел Эстонской ССР.
С мая 1953 года по март 1956 года был заместителем начальника Управления МВД Московской области, с апреля 1956 по ноябрь 1958 на пенсии, потом работал в исполкоме Московского городского совета, в частности, в качестве инспектора управления охраны, в июне 1968 года вышел на пенсию.

## Награды
- Орден Ленина (дважды — 20 июля 1950-х и 1 июня 1951)
- Орден Красного Знамени (трижды — 10 января 1944, 31 мая 1945 года и 6 мая 1946)
- Орден Отечественной Войны I класса (23 мая 1945)
- Орден Отечественной Войны II-го класса (1943)
- Орден Красной Звезды (дважды — 17 марта 1943 года и 3 ноября 1944)